# ماجراجویی عجیب و غریب جوجو (مجموعه تلویزیونی)
ماجراجویی عجیب و غریب جوجو (به انگلیسی: JoJo's Bizarre Adventure) ⁪ (ژاپنی: ジョジョの奇妙な冒険 هپبورن: JoJo no Kimyō na Bōken) سری مجموعه تلویزیونی انیمه ژاپنی ساخته استودیو دیوید پروداکشن است که اقتباسی از مجموعه مانگایی به همین نام نوشته هیروهیکو آراکی است. این مجموعه نخستین بار در شبکه توکیو متروپولیتن تلویژن پخش شد و سپس در ۴ ایستگاه JNN، انیماکس و BS11 نیز پخش گردید.
فصل اول، با اقتباس از دو پارت اول مانگا به نام خون فانتوم و گرایش به نبرد بین اکتبر ۲۰۱۲ و آوریل ۲۰۱۳ در ژاپن پخش شد. فصل دوم با اقتباس از پارت سوم مانگا به نام صلیبیون گردستاره‌ای بین آوریل و سپتامبر ۲۰۱۴ و بین ژانویه و ژوئن ۲۰۱۵ پخش شد. فصل سوم با اقتباس از پارت چهارم مانگا به نام الماس شکست‌ناپذیر از آوریل تا دسامبر ۲۰۱۶ پخش شد. فصل چهارم با اقتباس از پارت پنجم مانگا به نام وزش طلایی است، اکتبر ۲۰۱۸ تا ژوئیه ۲۰۱۹ پخش شد. فصل پنجم که پارت ششم به نام سنگ اقیانوس است از دسامبر ۲۰۲۱ تا دسامبر ۲۰۲۲ در نتفلیکس منتشر شد. تا دسامبر ۲۰۲۲، این مجموعه شامل ۱۹۰ قسمت است.

## داستان
ماجراجویی عجیب و غریب جوجو داستان خانواده جوستار را در طول نسل‌ها، از پایان قرن نوزدهم تا دوران مدرن روایت می‌کند، خانواده ای که اعضای مختلف آن متوجه می‌شوند که قرار است با استفاده از قدرت‌هایی که دارند، دشمنان ماوراء طبیعی را نابود کنند. داستان به پارت‌های منحصربه‌فردی تقسیم می‌شود که هر کدام از اعضای خانواده جوستار را دنبال می‌کند که معمولاً تحت نام مختصر «جوجو» صدا زده می‌شوند.

## فصل‌ها
| فصل | قسمت‌ها | قسمت‌ها | تاریخ اصلی روی آنتن رفتن | تاریخ اصلی روی آنتن رفتن | عنوان‌ها                    |
| فصل | قسمت‌ها | قسمت‌ها | اولین بار                | آخرین بار                | عنوان‌ها                    |
| --- | ------ | ------ | ------------------------ | ------------------------ | -------------------------- |
| ۱   | ۲۶     | ۹      | ۶ اکتبر ۲۰۱۲             | ۱ دسامبر ۲۰۱۲            | خون فانتوم و گرایش به نبرد |
| ۱   | ۲۶     | ۱۷     | ۸ دسامبر ۲۰۱۲            | ۶ آوریل ۲۰۱۳             | خون فانتوم و گرایش به نبرد |
| ۲   | ۴۸     | ۲۴     | ۵ آوریل ۲۰۱۴             | ۱۳ سپتامبر ۲۰۱۴          | صلیبیون گردستاره‌ای         |
| ۲   | ۴۸     | ۲۴     | ۱۰ ژانویه ۲۰۱۵           | ۲۰ ژوئن ۲۰۱۵             | صلیبیون گردستاره‌ای         |
| ۳   | ۳۹     | ۳۹     | ۶ آوریل ۲۰۱۶             | ۲۴ دسامبر ۲۰۱۶           | الماس شکست‌ناپذیر           |
| ۴   | ۳۹     | ۳۹     | ۶ اکتبر ۲۰۱۸             | ۲۸ ژوئیه ۲۰۱۹            | وزش طلایی                  |
| ۵   | ۳۸     | ۱۲     | ۱ دسامبر ۲۰۲۱            | ۱ دسامبر ۲۰۲۱            | سنگ اقیانوس                |
| ۵   | ۳۸     | ۱۲     | ۱ سپتامبر ۲۰۲۲           | ۱ سپتامبر ۲۰۲۲           | سنگ اقیانوس                |
| ۵   | ۳۸     | ۱۴     | ۱ دسامبر ۲۰۲۲            | ۱ دسامبر ۲۰۲۲            | سنگ اقیانوس                |